# BEAT DELUXE
BEAT DELUXE(ビートデラックス)は、2004年4月から2010年3月までFM NORTHWAVEで放送されていたラジオ番組。かつてはCROSS FM（当時はエフエム九州）でも放送されていた。

## 概要
- 「TRANS J-NIC online」の後番組として2004年4月からスタート。
  - この前番組も2局ネットで放送された。
- DJ（CROSS FMではナビゲーターと呼称）は、富樫明生（FM NORTHWAVE）とCHINATSU（CROSS FM※2001年4月から活動）。
- 不定期で函館市からの公開生放送を行っていた。
- 2006年3月12日には札幌国際スキー場での公開録音が行われた。
- FM NORTH WAVE・CROSS FMの2局ネットの番組としてはHITS CUTS NOWの次に放送時期が長い[要出典]。
- 2010年3月27日で最終回。(CROSS FMは2008年9月27日で終了)

## 放送時間

### FM NORTHEWAVE
- 2004年4月-2010年3月27日 毎週土曜19:00-21:00

### CROSS FM
- 2004年4月-2007年3月 毎週土曜19:00-21:00
- 2007年4月-2008年9月27日 毎週土曜18:00-20:00

## コーナー
- ホットチャートエクスプレス
札幌と福岡の音楽チャート（2局のオフィシャルチャート）を紹介。
- 占いデラックス
札幌と福岡の占い師による星座占いを週替わりで紹介。

## 主なゲスト
- 田原俊彦
- 甲斐よしひろ